# Шалифер
Шалифер (фр. Chalifert) је насељено место у Француској у региону Париски регион, у департману Сена и Марна.
По подацима из 2011. године у општини је живело 1234 становника, а густина насељености је износила 509,92 становника/km².

## Демографија
| 1962. | 1968. | 1975. | 1982. | 1990. | 2011. |
| ----- | ----- | ----- | ----- | ----- | ----- |
| 229   | 339   | 462   | 603   | 831   | 1.234 |